# Lethrus banghaasi
Lethrus banghaasi is een keversoort uit de familie mesttorren (Geotrupidae). De wetenschappelijke naam van de soort werd in 1893 gepubliceerd door Edmund Reitter.